# (1524) Joensuu
(1524) Joensuu es un asteroide perteneciente al cinturón de asteroides descubierto por Yrjö Väisälä el 18 de septiembre de 1939 desde el observatorio de Iso-Heikkilä, Finlandia.

## Designación y nombre
Joensuu recibió inicialmente la designación de 1939 SB.
Posteriormente se nombró por la ciudad finesa de Joensuu.

## Características orbitales
Joensuu orbita a una distancia media del Sol de 3,109 ua, pudiendo alejarse hasta 3,488 ua. Tiene una inclinación orbital de 12,69° y una excentricidad de 0,1219. Emplea 2002 días en completar una órbita alrededor del Sol.